# Équipe du Mexique de football à la Coupe du monde 1958
L'équipe du Mexique de football participe à sa quatrième Coupe du monde de football lors de l'édition 1958 qui se tient en Suède du 8 juin 1958 au 29 juin 1958.
Les Mexicains terminent derniers de leur groupe et sont éliminés au premier tour.

## Phase finale
| Classement final |                |     |   |   |   |   |    |    |      |
|                  | Équipe         | Pts | J | G | N | P | BP | BC | Diff |
| 1                | Suède          | 5   | 3 | 2 | 1 | 0 | 5  | 1  | +4   |
| 2                | Pays de Galles | 3   | 3 | 0 | 3 | 0 | 2  | 2  | 0    |
| 3                | Hongrie        | 3   | 3 | 1 | 1 | 1 | 6  | 3  | +3   |
| 4                | Mexique        | 1   | 3 | 0 | 1 | 2 | 1  | 8  | -7   |

| 8 juin 1958                       | Suède                                    | 3 - 0 | Mexique | Råsunda, Solna                                    |                                                   |
| 14:00 · Historique des rencontres | Simonsson 17e, 64e · Liedholm 57e (pen.) |       |         | Spectateurs : 34 000 Arbitrage : Nikolaï Latychev | Spectateurs : 34 000 Arbitrage : Nikolaï Latychev |
| 14:00 · Historique des rencontres | (Rapport)                                |       |         | Spectateurs : 34 000 Arbitrage : Nikolaï Latychev | Spectateurs : 34 000 Arbitrage : Nikolaï Latychev |

| 11 juin 1958                      | Mexique      | 1 - 1 | Pays de Galles   | Råsunda, Solna                               |                                              |
| 19:00 · Historique des rencontres | Belmonte 89e |       | I. Allchurch 32e | Spectateurs : 15 000 Arbitrage : Leo Lemešić | Spectateurs : 15 000 Arbitrage : Leo Lemešić |
| 19:00 · Historique des rencontres | (Rapport)    |       |                  | Spectateurs : 15 000 Arbitrage : Leo Lemešić | Spectateurs : 15 000 Arbitrage : Leo Lemešić |

| 15 juin 1958                      | Hongrie                                    | 4 - 0 | Mexique | Jernvallen, Sandviken                          |                                                |
| 19:00 · Historique des rencontres | Tichy 19e, 46e · Sándor 54e · Bencsics 69e |       |         | Spectateurs : 13 000 Arbitrage : Arne Eriksson | Spectateurs : 13 000 Arbitrage : Arne Eriksson |
| 19:00 · Historique des rencontres | (Rapport)                                  |       |         | Spectateurs : 13 000 Arbitrage : Arne Eriksson | Spectateurs : 13 000 Arbitrage : Arne Eriksson |

## Effectif
| Nom                | Nom                         | Club                  | Date de naissance | J.              | Buts            |                 |                 |                 |
| Gardiens de but    | Gardiens de but             | Gardiens de but       | Gardiens de but   | Gardiens de but | Gardiens de but | Gardiens de but | Gardiens de but | Gardiens de but |
| ------------------ | --------------------------- | --------------------- | ----------------- | --------------- | --------------- | --------------- | --------------- | --------------- |
| 1                  | Antonio Carbajal            | Club León             | 07.06.1929        | 3               | 0               | -               | -               | -               |
| 12                 | Manuel Camacho              | Deportivo Toluca      | 06.04.1929        | 0               | 0               | -               | -               | -               |
| 13                 | Jaime Gómez                 | Chivas de Guadalajara | 29.12.1929        | 0               | 0               | -               | -               | -               |
| Défenseurs         |                             |                       |                   |                 |                 |                 |                 |                 |
| 2                  | Jesús del Muro              | CF Atlas              | 30.11.1937        | 3               | 0               | -               | -               | -               |
| 4                  | José Villegas               | Chivas de Guadalajara | 20.06.1934        | 1               | 0               | -               | -               | -               |
| 5                  | Alfonso Portugal            | Club Necaxa           | 21.01.1934        | 1               | 0               | -               | -               | -               |
| 14                 | Miguel Gutiérrez            | Club León             | 07.05.1931        | 2               | 0               | -               | -               | -               |
| 16                 | José Antonio Roca           | Zacatepec             | 24.05.1928        | 0               | 0               | -               | -               | -               |
| 17                 | Raúl Cárdenas               | Zacatepec             | 30.10.1928        | 2               | 0               | -               | -               | -               |
| 19                 | Jaime Belmonte              | CD Cuautla            | 08.10.1934        | 2               | 1               | -               | -               | -               |
| Milieux de terrain |                             |                       |                   |                 |                 |                 |                 |                 |
| 3                  | Jorge Romo                  | Deportivo Toluca      | 20.04.1923        | 2               | 0               | -               | -               | -               |
| 6                  | Francisco Flores            | Chivas de Guadalajara | 12.02.1926        | 3               | 0               | -               | -               | -               |
| 7                  | Alfredo Hernández           | Club León             | 18.06.1935        | 1               | 0               | -               | -               | -               |
| 15                 | Guillermo Sepúlveda         | Chivas de Guadalajara | 28.02.1934        | 1               | 0               | -               | -               | -               |
| 18                 | Jaime Salazar               | Club Necaxa           | 06.02.1931        | 0               | 0               | -               | -               | -               |
| Attaquants         |                             |                       |                   |                 |                 |                 |                 |                 |
| 8                  | Salvador Reyes              | Chivas de Guadalajara | 20.09.1936        | 3               | 0               | -               | -               | -               |
| 9                  | Carlos Calderón de la Barca | CF Atlante            | 02.10.1934        | 1               | 0               | -               | -               | -               |
| 10                 | Crescencio Gutiérrez        | Club León             | 26.10.1933        | 2               | 0               | -               | -               | -               |
| 11                 | Enrique Sesma               | Deportivo Toluca      | 22.04.1927        | 3               | 0               | -               | -               | -               |
| 20                 | Carlos Blanco               | Deportivo Toluca      | 05.03.1927        | 2               | 0               | -               | -               | -               |
| 21                 | Ligorio López               | CD Irapuato           | 18.08.1928        | 2               | 0               | -               | -               | -               |
| 22                 | Carlos González             | CF Atlas              | 12.04.1935        | 2               | 0               | -               | -               | -               |
| Sélectionneur      |                             |                       |                   |                 |                 |                 |                 |                 |
|                    | Antonio López Herranz       |                       | 04.05.1913        |                 |                 |                 |                 |                 |

## Navigation